# Alexander Margaritoff

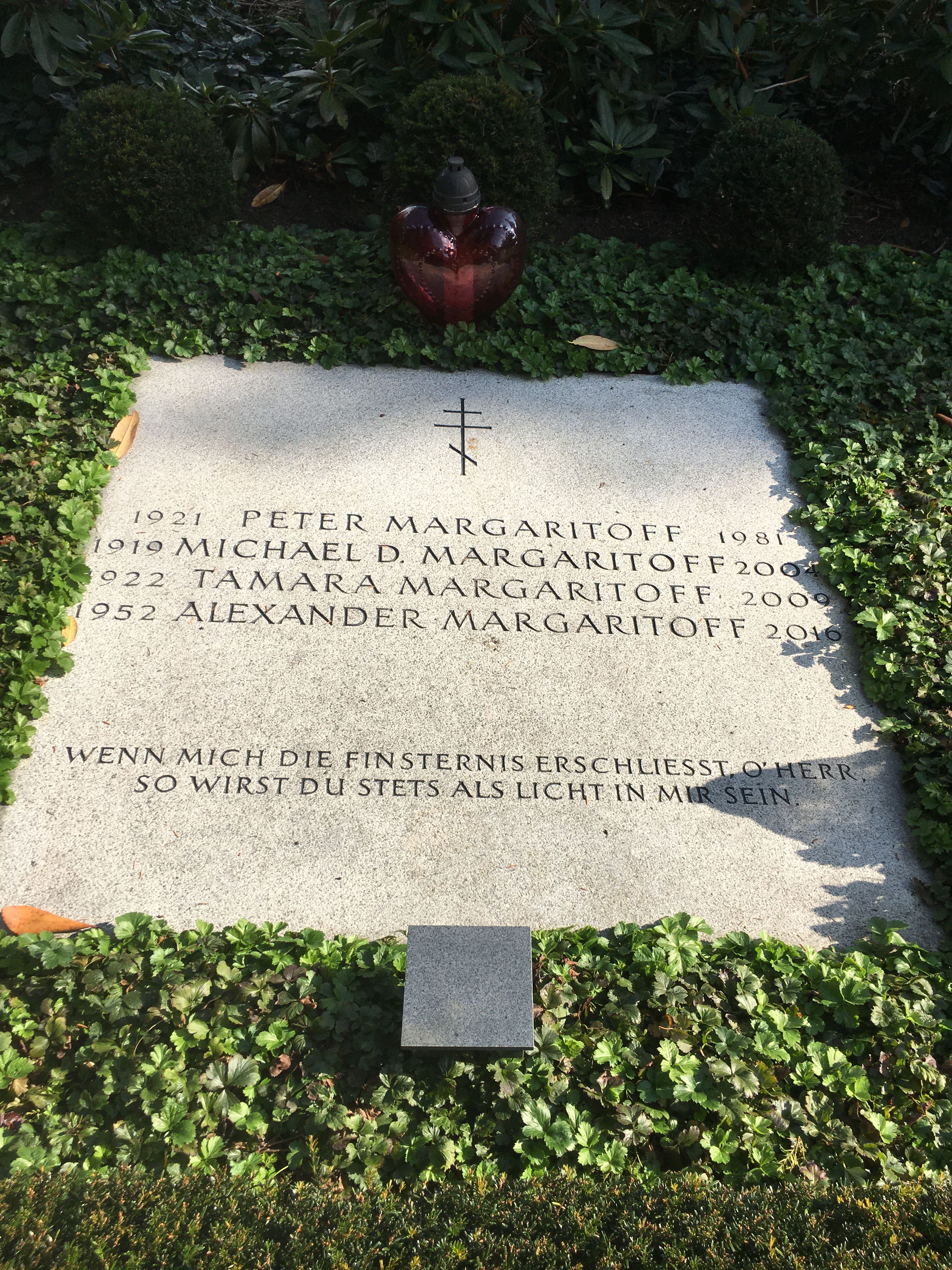
Grabstätte auf dem Friedhof Ohlsdorf

Alexander Margaritoff (* 9. November 1952; † 22. Mai 2016) war ein deutscher Unternehmer.

## Leben
Margaritoff studierte Betriebswirtschaftslehre an der University of Sussex und arbeitete anschließend bei einer Bank in Frankfurt am Main. Nach dem Tod seines Vaters Peter im Jahr 1981 übernahm er gemeinsam mit seinem Bruder Dimiter das 1964 gegründete Weinversandhandelsunternehmen Hawesko, das heute einer der führenden Weinhändler Europas ist. Im Zuge eines Übernahmekampfes gab Margaritoff zum 30. April 2015 vorzeitig das Amt des Vorstandsvorsitzenden der Hawesko Holding AG auf und verkaufte seinen 30 %-Anteil an die Tocos Beteiligung GmbH des Aufsichtsratsvorsitzenden Detlev Meyer.
Im November 2015 erwarb Margaritoff für 3,8 Mio. Euro 0,79 Prozent der Anteile der HSV Fußball AG, die die professionelle Fußballabteilung des Hamburger SV betreibt.
Im Mai 2016 starb Margaritoff im Alter von 63 Jahren an Krebs.